# Мика Пјереле
Мика Пјереле (фин. Mika Pyörälä — Оулу, 13. јул 1981) професионални је фински хокејаш на леду који игра на позицијама центра и крилног нападача.
Члан је сениорске репрезентације Финске за коју је на међународној сцени дебитовао на светском првенству 2007. године. У дресу репрезентације освојио је и титулу светског првака на СП 2011. у Словачкој, а у финалној утакмици против Шведске Пјереле је постигао један погодак.
Током каријере играо је за фински клуб Оулун Керпет у ком је провео пуних 11 сезона и са којим је освојио 4 титуле националног првака Финске (у сезонама 2003/04, 2006/07, 2013/14. и 2014/15). Играо је још и за шведске тимове Тимро, Лулео и Фрелунда, за руски Амур у КХЛ лиги и америчке Филаделфија флајерсе у НХЛ лиги (у сезони 2009/10).
Од сезоне 2017/18. игра за швајцарски Берн у НЛА лиги.